# 延安与八路军
《延安与八路军》是延安电影团1938年至1939年间拍摄的纪录片，由袁牧之编导，吴印咸、李肃、徐肖冰、吴本立等摄影。